# 北大暗斑

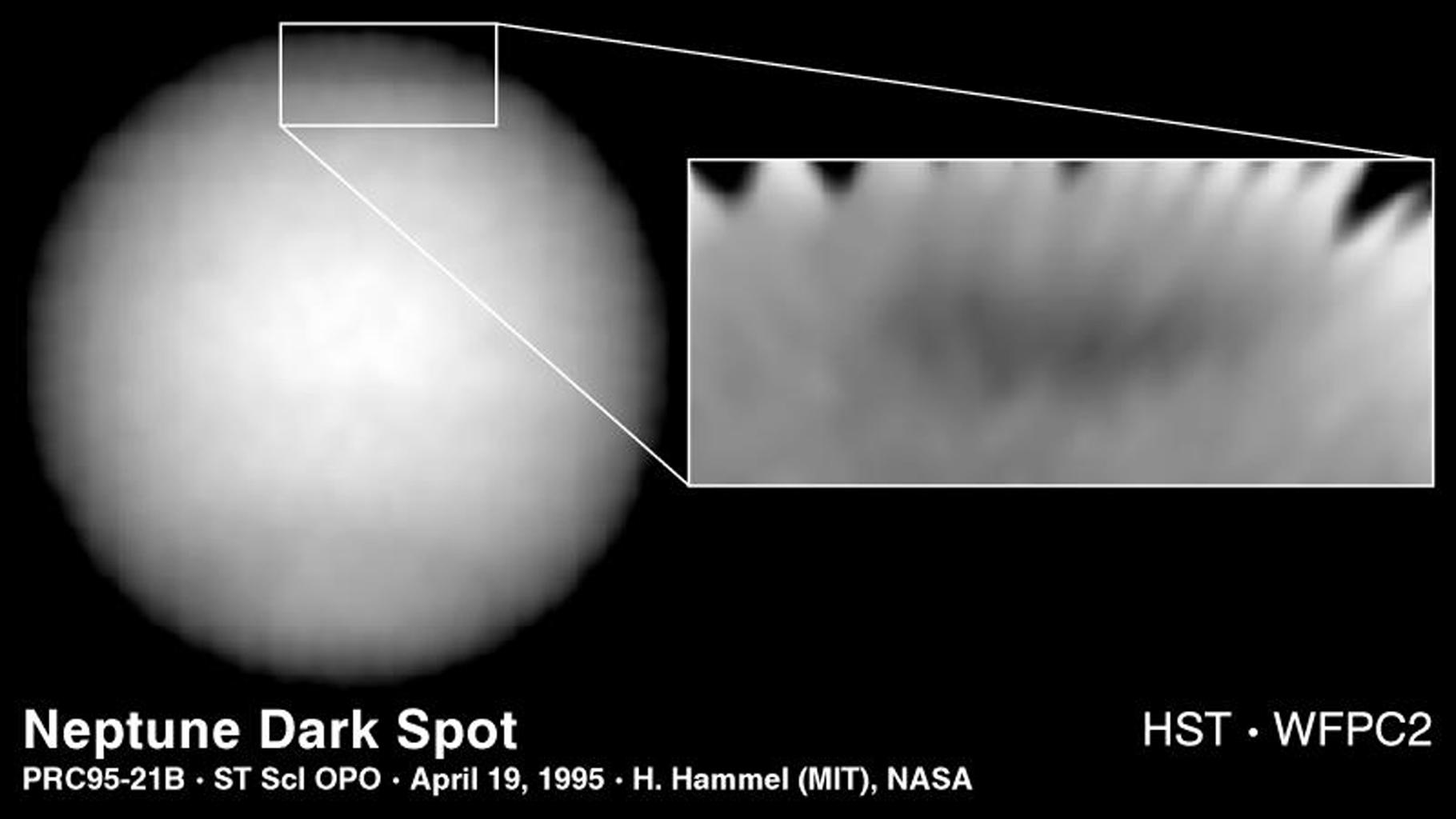
哈勃太空望远镜所見的北大暗斑。

北大暗斑（Northern Great Dark Spot）是哈勃太空望远镜20世纪90年代所在海王星北极观测到的暗斑。
北大暗斑已被观测到持续了数年之久，与旅行者2号在1989年所观测到的大暗斑几乎一摸一样。自旅行者2号飞越以来，哈勃望远镜显示海王星上已经出现巨大变化。这意味着海王星大气有着非凡的动力，能够让它的外观在短短幾星期内完全改变。
目前仍不清楚北大暗斑的本质，但有可能与1989年观测到的大暗斑一样，是海王星大气云层中的一个空洞。北大暗斑伴随着高海拔的明亮白云。有人认为它们是海王星大气底部的气体通过暗斑来到大气上层、冷却后，形成的甲烷冰晶体云。
海王星所释放出的能量是它从太阳那里所获得的能量的2倍，驱动了大气活动。由于云层的底部被内部的强大内热加热，使得海王星的大气十分活跃（比天王星更有生气，而天王星几乎没有多余的能量被释放出）。只要从云层底部至云层顶端的温度略有变化，就会在海王星大气中引起快与大规模的变化。